# Cerace charidotis
Cerace charidotis es una especie de polilla de la familia Tortricidae. Se encuentra en Vietnam.